# Mestna avtobusna linija št. 9 (Ljubljana)
Mestna avtobusna linija številka 9 BARJE P+R – ŠTEPANJSKO NASELJE je ena izmed 33 avtobusnih linij javnega mestnega prometa v Ljubljani. Poteka v smeri zahod - vzhod in povezuje Trnovo, Mirje ter Štepanjsko naselje, Moste in Vodmat s centrom mesta.

## Zgodovina
Po naglem širjenju mesta proti jugu v Trnovo se je pokazala potreba po vzpostavitvi redne avtobusne proge s centrom. Tako so 1. septembra 1966 odprli avtobusno progo št. 9 Trnovo – Vodmat. V Vodmatu je bilo obračališče urejeno na Vodmatskem trgu, nedaleč stran od nekdanje tramvajske remize. Ker pa so tudi v Mostah, Selu in na Kodeljevem gradili nova stanovanja in hiše, so 5. novembra leta 1974 progo iz Vodmata podaljšali preko novega cestnega mostu na Kajuhovi ulici do Kodeljevega, kjer so uredili novo obračališče ob izteku Povšetove ulice (Trnovo – Kodeljevo). Tu je imela kasneje obračališče tudi nova proga številka 5. V tistem času so avtobusi na celotni trasi ob konicah vozili na šest minut, izven njih na osem minut, in so obratovali  le do 21.00, do 22.30 pa je obratovala skrajšana proga 9a Trnovo – Bavarski dvor. Pred dokončanjem novega Štepanjskega naselja so progo št. 9 leta 1980 najprej podaljšali do mesta, kjer danes na Litijski cesti stoji bencinska črpalka. Po izgradnji zadnjih blokov in Pesarske ceste na vzhodnem delu naselja pa so obračališče na začetku 80. let. 20. stoletja prestavili na njen konec, kjer se nahaja še danes. Zaradi naraščajočega števila potnikov od leta 1984 na progi obratujejo zglobni avtobusi. Tedaj so uredili v sklopu novega cestnega mostu preko Ljubljanice tudi prenovljeno obračališče Trnovo. Leta 1998 so spremenili potek proge v Trnovem, in sicer so jo s Ceste na Loko preusmerili mimo naselja Rakova jelša. S tem je bil tudi ta ljubljanski predel povezan z mestno avtobusno progo. Novembra 2003 je bil obratovalni čas podaljšan do 0.30, julija naslednje leto pa je vozila spet po starem do 22.30.
Decembra 2007 so odprli nov del Barjanske ceste in most preko Gradaščice; takrat je bila linija 9 preusmerjena z Riharjeve in s Finžgarjeve ceste na novozgrajeni odsek.
21. septembra 2015 bila linija 9 preusmerjena s Trnovega na novo P+R parkirišče Barje ob ljubljanski obvoznici. Po novem avtobusi zavijejo z Barjanske ceste na Kopačevo in Opekarsko, od tam pa nazaj na Barjansko in pot nadaljujejo proti parkirišču. Mimo starega obračališča Trnovo sta bili preusmerjeni liniji 19B in 19I.

## Trasa
- smer BARJE P+R – ŠTEPANJSKO NASELJE: Barjanska cesta - Cesta dveh cesarjev - Pot na Rakovo jelšo - Opekarska cesta - Kopačeva cesta - Barjanska cesta - Slovenska cesta - Trg OF - Masarykova cesta - Njegoševa cesta - Hrvatski trg - Zaloška cesta - Kajuhova ulica - Litijska cesta - Pesarska cesta.
- smer ŠTEPANJSKO NASELJE – BARJE P+R: Pesarska cesta - Litijska cesta - Kajuhova ulica - Zaloška cesta - Hrvatski trg - Njegoševa cesta - Masarykova cesta - Trg OF - Slovenska cesta - Barjanska cesta - Kopačeva cesta - Opekarska cesta - Pot na Rakovo jelšo - Cesta dveh cesarjev - Barjanska cesta.

## Režim obratovanja
Linija obratuje vse dni v letu, tj. ob delavnikih, sobotah, nedeljah in praznikih. Avtobusi najpogosteje vozijo ob delavniških prometnih konicah. Vse dni je zadnji odhod iz centra mesta proti obema končnima obračališčema ob 22.30.
Linija pozna tudi nočno izpeljanko, linijo N9 BAVARSKI DVOR — BARJE P+R, katera obratuje med novoletnimi prazniki, med 23:00 uro in 01:11 uro.

### Preglednice časovnih presledkov v minutah
| ura           | 1.9. - 25.6. | 26.6. - 31.8. |
| ------------- | ------------ | ------------- |
| 5.00 - 6.00   | 20           | 20            |
| 6.00 - 7.00   | 14           | 15-16         |
| 7.00 - 7.30   | 12           | 16            |
| 7.30 - 8.30   | 14           | 20            |
| 8.30 - 13.00  | 15           | 22            |
| 13.00 - 14.30 | 16-17        | 20            |
| 14.30 - 16.00 | 12-14        | 20            |
| 16.00 - 19.15 | 14           | 20-22         |
| 19.15 - 20.30 | 16           | 22-24         |
| 20.30 - 22.30 | 20           | 20            |

| ura           | vse leto |
| ------------- | -------- |
| 5.00 - 8.00   | 30       |
| 8.00 - 20.00  | 25-30    |
| 20.00 - 21.00 | 20       |
| 21.00 - 22.30 | 20       |

| ura           | vse leto |
| ------------- | -------- |
| 5.55 - 15.00  | 30       |
| 15.00 - 20.00 | 30       |
| 20.00 - 22.30 | 20       |